# Luigi Scuotto
Luigi Scuotto (Napoli, 1909 – Napoli, 2 luglio 2008) è stato un dirigente sportivo italiano.
Dopo aver fatto l'arbitro, al termine della Seconda guerra mondiale assunse la guida del Napoli insieme ad altri quattro imprenditori; fu presidente della società partenopea nella stagione 1945-1946, insieme a Vincenzo Savarese e Pasquale Russo. Fu presidente del Napoli anche nella stagione 1963-1964, durante la quale sostituì ai vertici della società Achille Lauro, che fu costretto ad abbandonare momentaneamente la presidenza per problemi politici; la stagione si chiuse con la squadra all'8º posto in classifica in Serie B, ed a fine anno Scuotto abbandonò la presidenza. In seguito collaborò con la FIGC sul fronte della lotta al doping.